# قانون الجنسية السنغافورية
يستمد قانون الجنسية السنغافورية من دستور سنغافورة ويستند إلى حق الدم وحق التربة. وهناك ثلاث طرق لاكتساب الجنسية السنغافورية: بالولادة أو النسب أو عن طريق التسجيل. ولم تعد تمنح الجنسية عن طريق التجنيس.

## تاريخ الجنسية السنغافورية
ومنحت الجنسية السنغافورية لأول مرة في عام 1959 عندما كانت سنغافورة مستعمرة ذاتية الحكم في المملكة المتحدة. وفي ذلك الوقت كانت سنغافورة قد منحت بالفعل الحكم الذاتي الداخلي الكامل. وينص قانون الجنسية في سنغافورة لعام 1957 على منح الجنسية السنغافورية لجميع المقيمين المولودين في سنغافورة أو المواطنين البريطانيين الذين كانوا يقيمون لمدة سنتين وغيرهم من المقيمين لمدة عشر سنوات. وما زال السنغافوريون يعتبرون من الرعايا البريطانيين في ذلك الوقت وكان لجوازات سفرهم وضع الجنسية غير المعتاد "للمواطن البريطاني: مواطن دولة سنغافورة بدلا من: مواطن المملكة المتحدة والمستعمرات ".
وأصبح جميع المواطنين السنغافوريين مواطنين ماليزيين في 16 سبتمبر 1963 بعد اندماج سنغافورة مع ماليزيا في ذلك التاريخ. وينص قانون الجنسية الماليزية على أن تظل الجنسية السنغافورية مواطنة دون وطنية. واستمرت الجمعية التشريعية لسنغافورة في سن تشريع الجنسية السنغافورية رهنا بموافقة البرلمان الماليزي. والمواطنة السنغافورية لا يمكن فصلها عن الجنسية الماليزية؛ وبعبارة أخرى لم يكن من الممكن الحصول على الجنسية السنغافورية دون الحصول على الجنسية الماليزية.
بعد انفصال سنغافورة عن ماليزيا في 9 أغسطس 1965 تم سحب الجنسية الماليزية من المواطنين السنغافوريين. وقد أدرج قانون الجنسية السنغافوري في دستور سنغافورة الجديد. وألغى الدستور قانون عام 1957 وظل جميع الأشخاص الذين كانوا مواطنين في 16 سبتمبر 1963 بموجب المرسوم مواطنين سنغافوريين.
وجرى تعديل الدستور في عام 2004 للسماح للمواطنات والمواطنين حسب النسب بنقل جنسيتهم إلى الأطفال المولودين في الخارج. ولكي يحدث ذلك يجب على المواطنين حسب النسب تلبية بعض متطلبات الإقامة.

## المواطنة بالولادة
الشخص هو مواطن سنغافوري بالولادة إذا ولد في سنغافورة مع أحد الوالدين على الأقل هو مواطن سنغافوري بشرط أن يكون الوالدان مسجلين رسميا على أنهما متزوجان قانونا.
على الرغم من أن الطفل الذي يكون والده دبلوماسيا أجنبيا يتمتع بالحصانة في سنغافورة لن يمنح الجنسية السنغافورية حتى لو كانت والدته سنغافورية. واللغة الخاصة بنوع الجنس في هذا البند تسمح بسيناريو غير عادي حيث يكون الطفل المولود في سنغافورة والدته دبلوماسية أجنبية ويكون والده سنغافوري سيحصل على الجنسية السنغافورية بالولادة ولكن ليس في حالة عكس أدوار الجنسين.

## المواطنة حسب النسب
أما الشخص المولود خارج سنغافورة في 15 مايو 2004 أو بعده مع أحد الوالدين على الأقل وهو مواطن سنغافوري فهو مواطن سنغافوري حسب النسب. وإذا كان الوالد الذي يستمد الطفل جنسيته مواطنا سنغافوريا حسب النسب يجب أن يكون الوالد مقيما في سنغافورة لمدة لا تقل عن أربع سنوات قبل ولادة الطفل أو ما مجموعه سنة واحدة على الأقل من السنوات الخمس على الفور قبل ميلاد الطفل.
ولا يكون الشخص المولود خارج سنغافورة قبل 15 مايو 2004 مواطنا سنغافوريا حسب النسب إلا إذا كان والده مواطنا سنغافوريا بالولادة أو بالتسجيل في وقت الولادة.
وإذا كان الوالد الذي يستمد الطفل جنسيته مواطنا سنغافوريا عن طريق التسجيل لن يمنح الطفل الجنسية السنغافورية إلا إذا لم يكتسب جنسية البلد الذي ولد فيه.

## المواطنة عن طريق التسجيل
التسجيل هو المصطلح المستخدم في الدستور للإشارة إلى العملية المعروفة باسم التجنيس. ويمكن للشخص التقدم بطلب للتسجيل كمواطن سنغافوري إذا كان مقيما دائما لمدة سنتين على الأقل وهو يعمل بأجر أو متزوج من مواطن سنغافوري. ويجوز للمقيم الدائم للذكور أيضا أن يطبق عند إتمام الخدمة الوطنية بدوام كامل كما يجوز لأطفال المواطنين السنغافوريين المقيمين في سنغافورة  ويعتبر كل طلب على حدة.

## المواطنة عن طريق التجنيس
وعلى الرغم من أن الجنسية المنصوص عليها في الدستور لم تعد تمنح الجنسية عن طريق التجنيس. وتستخدم الحكومة بدلا من ذلك الحكم الدستوري للمواطنة عن طريق التسجيل لمنح الجنسية للأجانب المقيمين.

## الجنسية المزدوجة
وموقف حكومة سنغافورة هو أن الجنسية المزدوجة غير مسموح بها. وترد القوانين المتعلقة بجنسية سنغافورة في دستور سنغافورة.
وقد يكون المواطنون المزدوجون قد اكتسبوا المواطنة بالولادة في بلد أجنبي بسبب النسب من أحد الوالدين الأجانب أو بالتجنيس. ويحق للمواطنين السنغافوريين الذين يحصلون طواعية على جنسية بلد أجنبي بعد سن الثامنة عشرة أن يحرموا من الجنسية السنغافورية من جانب الحكومة. والأجانب الذين يطلبون الجنسية السنغافورية مطالبون بالتخلي عن جميع الجنسية الأجنبية. ويجوز للأشخاص الذين يولدون خارج سنغافورة ولديهم والد واحد على الأقل من مواطني سنغافورة أن يسجلوا لدى القنصلية السنغافورية في غضون سنة للحصول على الجنسية السنغافورية حسب النسب. ومع ذلك يجب على هؤلاء الأشخاص التخلي عن جنسيتهم الأجنبية إن وجدت قبل بلوغهم 22 سنة من العمر. دستور سنغافورة صامتا على مواطن سنغافورة الذي اكتسب الجنسية بالميلاد وهو مواطن أجنبي حسب النسب. وما دام هذا الشخص يمتنع عن ممارسة حقوق المواطنة الأجنبية فإن الحكومة لا تملك أي مبرر لحرمانه من جنسيته السنغافورية وله أن يحتفظ بجنسية مزدوجة.
ويمثل حظر الجنسية المزدوجة مسألة مثيرة للجدل في سنغافورة. ومع تحول الاقتصاد إلى عولمة أكبر وأصبح السنغافوريون أكثر قدرة على الحركة حصل العديد من السنغافوريين على مواطنة أجنبية وتخلوا عن مواطنتهم السنغافورية على الرغم من أنهم قد يشعرون ارتباطا عاطفيا قويا بسنغافورة. وقد يكون المهاجرون المقيمون في سنغافورة لفترات طويلة والمؤهلون للحصول على الجنسية السنغافورية مترددين في أن يصبحوا مواطنين متجنسين لأن ذلك يعني التخلي عن جنسية بلدانهم الأصلية.
وتقول الحكومة إن السماح لمواطنيها بالتزامن مع عقد جنسيات أجنبية سيكون أمرا غير مرغوب فيه نظرا لأنه نظرا لموقف سنغافورة الجغرافي - السياسي فإنها لا تستطيع أن تسمح لمواطنيها بالولاءات المتعددة التي قد تتعرض للخطر في أوقات الأزمات الوطنية. وتخشى الحكومة أيضا أن يشعر أولئك الذين ليس لديهم جنسية ثانية بالضرر إذا تمتع المواطنون المزدوجون بفوائد المواطنة خلال فترات الثروة ولكنهم يغادرون البلاد في أوقات صعبة. ومع ذلك فإن الحكومة منفتحة على إمكانية السماح بالمواطنة المزدوجة إذا تطلبت الظروف المحلية والعالمية ذلك.

## التخلي عن الجنسية
ولا يمكن لمواطني سنغافورة التخلي عن الجنسية السنغافورية إلا إذا اكتسبوا جنسية بلد آخر. في وقت التخلي يجب على المتطوعين تقديم جوازات سفرهم السنغافورية وبطاقات الهوية الوطنية لتسجيل الإلغاء. حوالي 1200 مواطن سنغافوري يتخلون عن جنسيتهم كل عام 300 منهم مواطنون طبيعيون. ولا يمكن للسنغافوريين أن يتخلوا عن الجنسية إلا بعد إكمال الخدمة الوطنية. في عام 2012 قدم مراهق من هونغ كونغ دعوى قضائية بشأن هذا الشرط من أجل التخلي عن جنسيته.

## مواطنة الكومنولث
وجميع المواطنين السنغافوريين مواطنون من الكومنولث ولهم حقوق معينة في المملكة المتحدة وبلدان الكومنولث الأخرى وعلى سبيل المثال يمكنهم التصويت في جميع الانتخابات (بما في ذلك البرلمان الأوروبي) ويشغلون مناصب عامة ويخدمون في هيئات المحلفين في المملكة المتحدة.على الرغم من أن المواطنين السنغافوريين لا يحصلون على مساعدات قنصلية من سفارات بريطانية في دول غير الكومنولث بدون ممثل سنغافورة على عكس الدول الأخرى في الكومنولث بسبب خيار حكومة سنغافورة بعدم منح هذا الامتياز للسنغافوريين.
وتشمل هذه الحقوق ما يلي:
- الحق في التصويت في جميع الانتخابات (أي الانتخابات البرلمانية والمحلية والأوروبية [17] ما لم يتم استبعادهم من ذلك (مثل السجناء) طالما أنهم سجلوا للتصويت ويجب أن يكون لديهم إجازة صالحة للدخول أو البقاء أو لا تتطلب مثل هذه الإجازة في تاريخ طلب التسجيل الانتخابي [18]
- حقهم في الترشح لعضوية مجلس العموم البريطاني ما لم يكن لديهم إجازة غير محددة للبقاء أو لا يحتاجون إلى إجازة بموجب قانون الهجرة لعام 1971 (ج 77) للدخول إلى المملكة المتحدة أو البقاء فيها
- الحق إذا كان النظراء مؤهلين للجلوس في مجلس اللوردات
- (على سبيل المثال: كقاضى أو وزير أو قائد شرطة أو عضو في القوات المسلحة وما إلى ذلك)